# Alicia Ann Spottiswoode

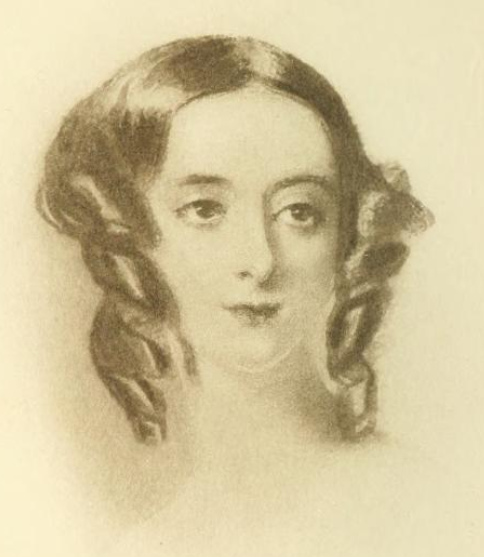
Alicia Ann Spottiswoode

Alicia Ann Spottiswoode (1810 – 12 maart 1900) was een Schotse liedjesschrijfster, vooral bekend van het deuntje "Annie Laurie", waarvan de tekst geschreven was door de 17e-eeuwse dichter William Douglas.
Ze was getrouwd met Lord John Montague-Douglas Scott, een jongere zoon van de 4e hertog van Buccleuch, in 1836, en is ook bekend bij haar hoffelijkheidstitel, Lady John Scott. "Annie Laurie" werd gepubliceerd in 1838. Tot haar andere liedjes behoren "Douglas" en "Durrisdeer". Ze werd geboren en stierf in Spottiswoode in Berwickshire.
- Bibsys: 13027748
- Biblioteca Nacional de España: XX5410534
- Bibliothèque nationale de France: cb14040554v (data)
- CiNii: DA1107916X
- Gemeinsame Normdatei: 1089308698
- International Standard Name Identifier: 0000 0000 8109 0079
- Library of Congress Control Number: n96097599
- MusicBrainz: 3827869d-e89b-471b-b67d-f69d2abca796
- Nationale Bibliotheek van Polen: a0000003379026
- SNAC: w6tb17hq
- Virtual International Authority File: 29733460
- WorldCat: E39PBJtrQ7mBDybx6JVqBffTHC